# Cláusula penal
En Derecho Civil, se entiende por cláusula penal aquella cláusula que puede pactarse en los contratos, por la que se acuerda de manera anticipada, el pago de una determinada indemnización para el caso de que alguna de las partes incumpla el contrato.
La cláusula penal establecida suele consistir en el pago de una cantidad como indemnización por el incumplimiento, pero también pueden consistir en dar, hacer o no hacer algo para el caso de contravenir la obligación principal.

## Funciones de la cláusula penal

### Primera función
Es un tipo de garantía personal.
Servir de evaluación anticipada y convencional de los perjuicios. Desde el momento en que las partes convienen una cláusula Penal, estipulan una multa para el caso de contravenirse por el deudor la obligación principal, esta multa cumple una función de constituir una evaluación anticipada y convencional de los perjuicios y desde este punto de vista esta cláusula presenta la utilidad para el acreedor de no tener que acreditar los perjuicios frente a una acción destinada a obtener su reparación, es más, el acreedor podría solicitar la indemnización de perjuicios a través del cobro de esta multa sin que sea necesario ni requisito que haya sufrido efectivamente perjuicio alguno. 

#### Ejemplo
Desde que las partes estipulan una multa de 100 a título de pena, dentro de la primera función de la cláusula Penal, estos 100 constituyen una evaluación anticipada y convencional de los perjuicios, si no se cumple obligación principal, se debe pagar los 100.
Considerada así la cláusula penal, presenta dos utilidades:
- Desde el momento que el acreedor, frente al incumplimiento del deudor, solicita el pago de la multa, consecuencia de la cláusula penal, en lugar de cobrar los perjuicios, pero no a través de la acción de indemnización de perjuicios de acuerdo a la regla general, sino a través del cobro de la multa y esto significa que están cobrando los perjuicios sin tener que acreditarlos, si deberá hacerlo si intenta una acción indemnizatoria ordinaria.

- La cláusula penal de carácter sustitutorio, actúa de forma automática, independiente de que acreedor haya sufrido o no perjuicios o los ha sufrido en menor o mayor medida que la multa establecida en cláusula penal, tiene derecho a cobrarla. También puede suceder que no haya sufrido perjuicios y podrá igualmente cobrar la multa.

### Segunda función
Cumple la función de caucionar la obligación principal. 
Esta función se cumple a través de la cláusula penal, mediante el establecimiento de una multa, por la presión psicológica que el pago de esta multa ejerce sobre el deudor frente a la representación que él se haga del incumplimiento de la obligación principal. Si se incumple tendrá que pagar la pena, entonces prefiere cumplir. 
- Pero además, en términos discutidos, se le asigna a la misma cláusula penal, otra función la de servir de pena civil,

Esta función se le atribuye fundada en circunstancias que el acreedor está en condiciones de exigirla, sea que el incumplimiento le haya generado perjuicios o no, porque si al acreedor no se le generan perjuicios por el incumplimiento, igual hay una sanción o castigo si no pagó el precio paga la multa. Aceptada por minoría de autores.

## Diferencias entre la cláusula penal y lafianza
La Cláusula Penal o la multa que por ella se establece puede consistir en dar, hacer o no hacer algo, si se contraviene la obligación principal, la fianza sólo se refiere a una obligación de dinero. 
La Cláusula Penal reconoce como límite en su establecimiento, en su fijación, determinación, la lesión, en cambio el fiador no puede obligarse en términos más gravosos que el deudor principal. 

### Ejemplo
Para garantizar una obligación de pago de 10.000 se puede establecer una cláusula penal de pago de 15.000 en caso de incumplimiento del pago principal, así la multa excede la cuantía de la obligación principal y no alcanza a producir lesión, no alcanza a ser Cláusula Penal Enorme. En la Fianza el fiador no puede asumir una obligación que sea más gravosa que la que asume el deudor principal, el fiador no puede obligarse por 15 mil, por menos si puede.

## Extinción de la cláusula penal
La extinción de la obligación de pagar la multa, no obstante a la accesoriedad que presenta, puede ser por vía principal o por vía accesoria:
- Por vía principal: cuando extinguiéndose la obligación de pagar la multa, subsiste la obligación principal.
- Por vía accesoria, como consecuencia de haberse extinguido la obligación principal, se extingue la obligación de pagar la multa.

## Regulación en España
La cláusula penal se encuentra regulada en los artículos 1.152 a 1.155 del Código Civil. La regulación española considera la cláusula penal, salvo que el contrato disponga lo contrario, como sustitutiva de la indemnización por daños y perjuicios a que está obligado por el incumplimiento del contrato.
Las partes contratantes pueden especificar los supuestos en que tendrá efectividad la cláusula penal, comprendiendo básicamente el incumplimiento total y el cumplimiento defectuoso que incluye el cumplimiento tardío. 